# Pyxis (genere)
Pyxis è un genere di rettili appartenente alla famiglia Testudinidae. Comprende due specie:
- Testuggine aracnoide guscio piatto (Pyxis planicauda)
- Testuggine aracnoide (Pyxis arachnoides)